# Pieter Anton Tiele
Pieter Anton Tiele, né le 18 janvier 1834 à Leyde et mort le 22 janvier 1889 à Utrecht, est un bibliothécaire néerlandais.
Bibliothécaire à la bibliothèque universitaire d’Utrecht, Tiele a laissé de nombreuses études bibliographiques et des travaux relatifs à l’histoire de la colonisation en Asie.

## Biographie
Après avoir appris l’espagnol et le portugais, afin d’être à même de consulter les auteurs originaux, Tiele a rédigé l’histoire des Néerlandais aux Indes orientales et occidentales jusqu’à 1709, précédée d’une histoire de l’établissement des Portugais aux Indes et dans l’archipel Malais, De Vestiging der Portugeezen, in Indie (1873).
En 1874, il a publié son grand ouvrage sur la colonisation portugaise par voie de mer dans l'Asie du sud-est, De ontdekkingsreizen sedert de 15e eeuw. Voorafgegaan door een overzicht van de geschiedenis der aardrijkskundige ontdekkingen voor de Portugeezen, d’après l’Histoire de la Géographie de Vivien de Saint-Martin.
En 1878, il a publié dans le journal de l’Institut royal de Philologie, Géographie et Ethnologie des Indes-orientales Néerlandaises à la Haye, une série d’articles sur les Européens dans l’archipel Malais jusqu’à 1623. En 1884, il a donné la Nederlandsche Bibliographie van Landen Volkenkunde, in-8º, qui forme la première partie des Bijdragen tot eene Nederlandsche Bibliographie, uitgegeven door het Fred. Muller-Fonds.
En 1885, il a continué, à l’invitation du colonel Yule, président de la Hakluyt Society à Londres, la publication des voyages de Jan Huygen van Linschoten interrompues par la mort d’Arthur Coke Burnell (en), en 1882. En 1886, il a publié De Opkomst van het nederlandsch Gezag in Oost-Indie. Lors du 6e congrès des orientalistes, tenu à Leyde du 10 au 15 septembre, il a lu une notice remarquée sur 20 cartes de l’archipel Malais publiées avant 1600  .
Il avait commencé la publication des Matériaux pour l’Histoire des Néerlandais dans l’archipel Malais, lorsqu'il est mort, après avoir publié le premier volume. Trois ans avant sa mort, en 1886, l’université d'Utrecht lui avait conféré le diplôme de Docteur honoris causa ès lettres. Le théologien Cornelis Tiele (en) était son frère.
Une fondation néerlandaise se consacrant à la promotion de la culture de l'écrit a reçu son nom.

## Publications partielles
- Mémoire bibliographique sur les journaux des navigateurs néerlandais réimprimés dans les collections de De Bry et de Hulsius, et dans les collections hollandaises du XVIIe siècle, et sur les anciennes éditions hollandaises des journaux de navigateurs étrangers, Amsterdam, F. Muller, 1867 (lire en ligne sur Gallica).
- Pieter Anton Tiele (Wikisource)